# Ozero Berjozovoje
Ozero Berjozovoje (ryska: Озеро Берёзовое) är en sjö i Belarus.   Den ligger i voblasten Mahiljoŭs voblast, i den centrala delen av landet, 140 km sydost om huvudstaden Minsk. Ozero Berjozovoje ligger 141 meter över havet.
I omgivningarna runt Ozero Berjozovoje växer i huvudsak blandskog. Runt Ozero Berjozovoje är det ganska tätbefolkat, med 144 invånare per kvadratkilometer.